# 飛驒一宮水無神社
飛驒一宮水無神社（ひだいちのみやみなしじんじゃ）是位在日本岐阜縣高山市的神社，為式內社、飛驒國一宮、舊社格為國幣小社（現神社本廳的別表神社）。

## 概要
祭神是御歲大神、天火明命、應神天皇、神武天皇等16位，總稱水無大神（（日語）みなしのおおかみ），位山是神體。
第二次世界大戰結束後，1945年8月21日至9月19日間熱田神宮之神體（即天叢雲劍）曾暫時遷座至此。

## 關連項目
- 神社

## 外部連結
- 飛驒一宮水無神社 （页面存档备份，存于）